# Ospatulus palaemophagus
Ospatulus palaemophagus är en fiskart som beskrevs av Herre 1924. Ospatulus palaemophagus ingår i släktet Ospatulus och familjen karpfiskar. IUCN kategoriserar arten globalt som starkt hotad. Inga underarter finns listade i Catalogue of Life.